# Tipula (Vestiplex) czizekiana
Tipula (Vestiplex) czizekiana is een tweevleugelige uit de familie langpootmuggen (Tipulidae). De soort komt voor in het Oriëntaals gebied.